# Колодня (приток Упы)
Колодня (Большая Колодня) — река в России, протекает по Тульской области. Правый приток реки Упы.

## География
Река Большая Колодня берёт начало в урочище Королевка. Течёт в южном направлении, затем поворачивает на восток. Ниже слияния с правым притоком — рекой Малая Колодня — носит название Колодня. Устье реки находится у села Воскресенское в 115 км от устья Упы. Длина реки составляет 38 км, площадь водосборного бассейна — 260 км².

## Данные водного реестра
По данным государственного водного реестра России относится к Окскому бассейновому округу, водохозяйственный участок реки — Упа от истока и до устья, речной подбассейн реки — Бассейны притоков Оки до впадения Мокши. Речной бассейн реки — Ока.
Код объекта в государственном водном реестре — 09010100312110000019274.